# 박삼규
박삼규(朴三圭, 1940년 ~ )는 대한민국의 공무원이다. 본관은 순천이며, 경상북도 의성군 출생이다.

## 생애
경북대학교 법학과를 졸업하고 1965년 제3회 행정고시에 합격하여 상공부에서 근무했다. 1994년 5월 23일부터 1995년 12월 23일까지 제11대 공업진흥청장을 역임하였다.

## 학력
- ~ 1958 경북대학교 사범대학 부속고등학교
- ~ 1964 경북대학교 법학 학사
- ~ 1970 서울대학교 행정대학원 행정학 석사
- ~ 1999 순천향대학교 경영학 명예박사

## 경력
- 1965년 9월 제3회 행정고시 합격
- 1966년 2월 상공부 사무관
- 1982년 9월 상공부 무역정책과장
- 1987년 6월 상공부 중소기업국장
- 1992년 12월 상공부 기획관리실장
- 1993년 3월 상공부 차관보
- 1994년 5월 23일 ~ 1995년 12월 23일 : 제11대 공업진흥청장